# Институционална психотерапия
Институационалната психотерапия е в най-широкия смисъл терапевтично въздействие, което упражнява институцията върху болните, които се лекуват в нея. В по-тесен смисъл – съвкупност от социалнопсихологически техники, използвани за подобряване на междуличностните отношения в болнично заведение с цел да превърнат тази институция в един действително терапевтичен инструмент. В психиатричната болница, която е център за лечение и заедно с това място за живеене, от началото на петдесетте години се полагат усилия за подобряване на условията на живот на болните и на междуличностните отношения. С тази цел там се създават работилници за ерготерапия, клубове за изобразително изкуство, театрални, музикални, спортни клубове, в управлението на които болните са приобщени в максимална степен. Такъв социален живот изисква срещи и обмен дори само за да се разпредели отговорността и за да се намали неизбежно възникващото напрежение. По време на периодичните събрания, в които участват пансионерите, лекуващият и дори административният персонал, се обсъждат срещаните трудности. Такива обсъждания, ръководени от внимателни и опитни психиатри, в края на краищата променят климата в институцията: авторитарните, агресивните и потискащи нагласи постепенно отстъпват на по-демократично и благотворно поведение.